# Arrondissement Sartène
Sartène is een arrondissement van het Franse departement Corse-du-Sud, dat behoort tot de collectivité territoriale de Corse. De onderprefectuur is Sartène.

## Kantons
Het arrondissement was tot 2014 samengesteld uit de volgende kantons:
- Kanton Bonifacio
- Kanton Figari
- Kanton Levie
- Kanton Olmeto
- Kanton Petreto-Bicchisano
- Kanton Porto-Vecchio
- Kanton Sartène
- Kanton Tallano-Scopamène

Na de herindeling van de kantons door het decreet van 24 februari 2014, met uitwerking op 22 maart 2015, zijn dat :
- Kanton Bavella
- Kanton Grand Sud
- Kanton Sartenais-Valinco
- Kanton Taravo-Ornano (deel: 6/34)